# Streptococcus pyogenes
L'estreptococ de Fehleisen (Streptococcus pyogenes) és un eubacteri grampositiu que creix en llargues cadenes. S. pyogenes mostra l'antigen grup A en les seves parets cel·lulars i fa hemòlisi del tipus beta-hemòlisi quan es cultiva en agar sang. Normalment produeix grans zones (halo) de beta-hemòlisi, amb trencament complet d'eritròcits i la recuperació de l'hemoglobina. Per aquesta raó se'ls anomena Grup A (beta-hemolític), Streptococcus (abreviat GAS). Pot ser encapsulat, per tant és resistent a la fagocitosi. Té nombroses exotoxines.
És un agent de la síndrome de la faringoamigdalitis bacteriana i de la síndrome tòxica similar al xoc (TSLS, de l'anglès toxic-schock-like syndrome). És important en infeccions cutànies i de teixits tous. No presenta resistència a la penicil·lina i l'aplicació d'aquest antibiòtic encara és el tractament d'elecció habitual. En canvi, pot ser resistent a la sulfamida, la tetraciclina, el cloramfenicol, els macròlids i la lincosamida.

## Factors de virulència
Streptococcus pyogenes té diverses característiques que el fan més virulent. Una càpsula de carbohidrat que embolcalla l'eubacteri el protegeix d'atacs dels macròfags (part del sistema immunitari). També hi ha proteïnes, àcids lipoteicoics, que xopen la càpsula (proteïna M) que fan incrementar la virulència per així facilitar l'atac a les cèl·lules hostes. La proteïna M inhibeix una part del sistema immunitari: el sistema de complement, que participa en la identificació i destrucció de les cèl·lules invasores. No obstant això, la proteïna M és també un punt dèbil en el mecanisme de defensa perquè és un patró en la producció d'anticossos del sistema immunitari de l'hoste, utilitzat per reconèixer els bacteris. Les proteïnes M són úniques en cada soca i la seva identificació es pot utilitzar clínicament per confirmar l'agent causant de la infecció.
Hi ha diferents factors de virulència que Streptococcus pyogenes recupera dins el seu hoste: les estreptolisines O i S, la toxina piogènica, l'estreptocinasa, la hialuronidasa, es estreptodornases i altres toxines, com ara l'anti-C5a.
Les estreptolisines O i S són exotoxines, la base de les propietats beta-hemolítiques de l'organisme. L'estreptolisina O causa una resposta immunitària i la detecció d'anticossos en el sèrum sanguini. L'antiestreptolisina O (ASLO) pot utilitzar-se clínicament per confirmar una infecció recent.
L'estreptolisina S és un tipus d'hemolisina adherida a la cèl·lula i estable davant l'oxigen. No és inmunògena i és capaç de fer lisi, és a dir, destruir els eritròcits, i també els leucòcits i les plaquetes després d'un contacte directe.
La toxina piogènica es troba en algunes classes de Streptococcus pyogenes i és responsable de la febre escarlatina.
L'estreptocinasa activa enzimàticament el plasminogen, un enzim proteolític, dins de la plasmina, que digereix la fibrina i altres proteïnes.
La hialuronidasa trenca l'àcid hialurònic, un important component del teixit connectiu, facilitant l'expansió de la infecció.
Les estreptodornases son desoxiribonucleases que despolimeritzen l'ADN.

## Patogènesi
Streptococcus pyogenes s'associa a moltes malalties importants com ara la faringitis estreptocòccica, infeccions de pell per estreptococs (cel·lulitis, erisipela, fasciïtis necrosant), escarlatina o síndrome de xoc tòxic per estreptococ. També pot causar malalties a través de la reacció del sistema immunitari, com és el cas de la febre reumàtica i la glomerulonefritis.